# Língua crioula de Rodrigues

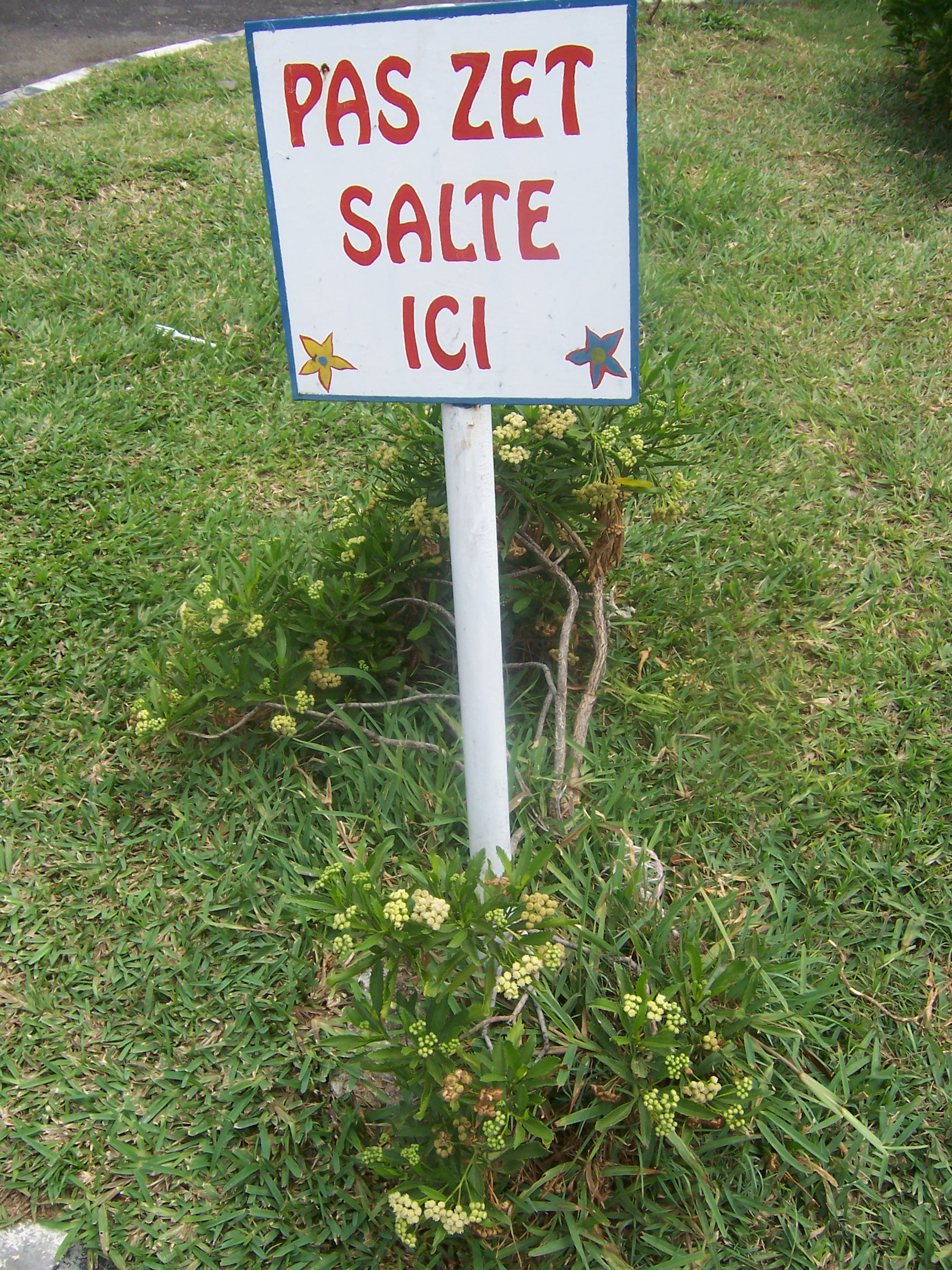
Placa em crioulo de Rodrigues em Port Mathurin onde se ler: «não jogue lixo aqui».

O crioulo de Rodrigues é um dialeto do crioulo de Maurício (uma língua crioula baseada no francês falado em Maurício) falado em Rodrigues, uma ilha pertencente à Maurício localizada no oceano Índico. Esta ilha tem cerca de 35 mil habitantes. O número de falantes é estimado em cerca 40 mil pessoas. Na ilha Rodrigues, como no resto da República de Maurício, o inglês é a língua oficial e o francês também é falado.